# Етельвірд
Етельвірд (Ельфвірд, англо-сакс. Ælfweard, Æthelweard) (бл. 904 — 2 серпня 924) — король Вессексу (924). Старший син Едварда Старшого від його другої дружини Ельфледи.

## Правління та смерть
В англосаксонському часописі говориться, що Етельвірд помер невдовзі після смерті батька 17 липня 924 року, та що вони були поховані разом у Вінчестері. Манускрипт D часопису вказує, що він пережив батька лише на 16 днів. У цьому документі йому не приписують коронування та правління. Тим не менш, список західно-саксонських королів XII століття Textus Roffensis згадує про Етельвірда, як наступника батька та приписує йому правління протягом чотирьох тижнів. Також про його королівський титул згадується у Нью-Мінстерському Liber Vitae, джерелі 11 століття, що був створений на основі раніших матеріалів. З іншого боку, Вільям Мальмсберійський, опираючись на вірш, у якому йдеться про старшого сина Едварда від першої дружини — Етельстана, вважає, що саме він мав стати королем, за умовами заповіту короля Альфреда. Вважалося, що цей вірш написаний сучасником Етельвірда, але Майкл Лепідж довів, що це твердження базувалось на хибному розумінні вислову Вільяма Мальмсберійського про «певну старовинну книгу».
Ці розбіжності в джерелах привели до різноманітних інтерпретацій цієї події, деякі сучасні історики дійшли висновку, що Едвард Старший надав перевагу саме Етельвірду, інші ж вважають, що Етельстан був єдиним наступником батька. Крім того, існує третя теорія, що ґрунтується на так званій «Хроніці Мерсії», де говориться, що Етельстан став королем Мерсії, але Вільям Мальмсберійський, який заперечував правління Етельвірда, вважав, що Етельстан лише здобував освіту в Мерсії при дворі своєї тітки Ельфліди. На думку Симона Кейнса, Етельвірд був королем Вессексу, а Етельстан — Мерсії, і хоча цілком можливо, що Едвард і передбачав поділ королівства після власної смерті, більш імовірним є те, що знать Вессексу вибрала Етельвірда королем, а Мерсія на противагу їм вибрала Етельстана.
Етельвірд помер через 16 днів після смерті батька, 2 серпня 924 року у Оксфорді. похований у Нью-Мінстері, Вінчестер. Через проблеми з подальшим правом наслідування у Вессексі, Етельстан був коронований Королем англосаксів 4 серпня 925 року.